# Статья 8 Конвенции о защите прав человека и основных свобод (ЕКПЧ)
Статья 8 Конвенции о защите прав человека и основных свобод (Европейской конвенции о правах человека, ЕКПЧ) предусматривает право на уважение «частной и семейной жизни, жилища и корреспонденции» с учетом определенных ограничений, которые «соответствуют закону» и «необходимы в демократическом обществе». 

## Право
Статья 8 - Право на уважение частной и семейной жизни
1. Каждый имеет право на уважение его личной и семейной жизни, его жилища и его корреспонденции. 
2. Не допускается вмешательство со стороны публичных властей в осуществление этого права, за исключением случаев, когда такое вмешательство предусмотрено законом и необходимо в демократическом обществе в интересах национальной безопасности и общественного порядка, экономического благосостояния страны, в целях предотвращения беспорядков или преступлений, для охраны здоровья или нравственности или защиты прав и свобод других лиц.
Статья 8 считается одним из самых открытых положений конвенции. 

### Семейная жизнь
В деле X, Y и Z против. Соединенного Королевства, Суд напоминает, что «понятие «семейная жизнь» в статье 8 не ограничивается только семьями, основанными на браке, и может включать другие фактические отношения. При принятии решения о том, можно ли назвать отношения «семейной жизнью», может иметь значение ряд факторов, включая то, живет ли пара вместе, продолжительность их отношений и продемонстрировали ли они свою приверженность друг другу, например, имея вместе детей».

### Дом
В деле Нимитц (Niemietz) против Германии Суд дал более широкое определение понятию «дом», включая профессиональные / служебные помещения, такие как офис адвоката. 

### Частная жизнь
Для лучшего понимания термина «частная жизнь» следует проанализировать прецедентное право. В деле Нимитц (Niemietz) против Германии, Суд постановил, что он «не считает возможным или необходимым пытаться дать исчерпывающее определение понятия «частная жизнь». Однако нельзя ограничивать это понятие «внутренним кругом», в котором индивид может жить своей личной жизнью по своему выбору, и полностью исключать из него внешний мир, не включенный в этот круг. Уважение частной жизни должно также включать,  в определенной степени, право устанавливать и развивать отношения с другими людьми».

## Прецедентное право
Статья 8 четко предусматривает право не подвергаться незаконным обыскам, однако этим не ограничивается. Суд считает, что эта статья должна широко толковаться, например, запрещение гомосексуальных отношений по обоюдному согласию нарушает эту статью. 
Кроме того, статья 8 иногда содержит позитивные обязательства: в то время как классические права человека сформулированы как запрещающие государству вмешиваться в права и, таким образом, не делать что-либо (например, не разлучать семью), эффективное осуществление таких прав может также включить обязательство государства проявлять активность (например, обеспечивать доступ отца к своему ребенку после развода).
- Голдер (Golder) против Соединенного Королевства (1975) 1 EHRR 524 - Заключенный попросил адвоката, потому что он сказал, что хочет подать в суд на охранника за клевету. Доступ к адвокату был запрещен. Это нарушило право на справедливое судебное разбирательство (статья 6 ЕКПЧ) и конфиденциальность информации о клиентах.
- Сильвер (Silver) и другие против Соединенного Королевства(1981) 3 EHRR 475 - Цензура корреспонденции заключенного относительно условий содержания в тюрьме нарушает статью 8.
- Ротару (Rotaru) против Румынии [2000] ECHR 192 - Общедоступная информация, которая систематически собирается и хранится в файлах, хранящихся у государства или его агентов, относится к сфере частной жизни. [4]
- Претти (Pretty) против Соединенного Королевства [2002] - Статья 8 распространяется на защиту права на смерть. Как и в случае со статьями 9, 10 и 11, в него можно вмешиваться при наличии веского оправдания, как это было в Претти.
- Мосли (Mosley) против News Group Newspapers [2008] EWHC 1777 (QB) - злоупотребление доверием распространяется на защиту Ст. 8 прав.
- S. и Марпер (Marper) против Соединенного Королевства [2008] ECHR 1581 - Сохранение информации о ДНК в отношении лиц, арестованных, но не осужденных за преступление, было признано нарушением статьи 8.
- A, B и C против Ирландии [2010] ECHR 2032 - Статья 8 не дает «права на аборт», но Республика Ирландия нарушила ее, затруднив женщине определение того, имеет ли она право на законный аборт.
- Гиллан и Куинтон (Gillan and Quinton) против Соединенного Королевства [2010] ECHR 28 - Полномочия по задержанию и обыску, предоставленные полиции, не были в достаточной степени ограничены и не подлежали адекватным правовым гарантиям от злоупотреблений. Таким образом, Суд счел, что полномочия «не соответствуют закону» в нарушение статьи 8. [5]
- Захаров против Россия (2015) - Суд рассмотрел российское законодательство о надзоре in abstracto, единогласно установив, что наличие неадекватного законодательства и его применение на практике сами по себе являются нарушением прав заявителя в соответствии со статьей 8. [6]
- Заявление Комиссии по правам человека Северной Ирландии (The Northern Ireland Human Rights Commission's Application) [2015] NIQB 96 - Криминализация абортов в Северной Ирландии в случаях фатальной аномалии плода, изнасилования или инцеста признана несовместимой со статьей 8

Понятие частной жизни в статье 8 также толкуется как включающее некоторую обязанность защиты окружающей среды. 

### Дела, связанные с правами ЛГБТ
Следующие ниже дела касаются применимости статьи 8 к вопросам, связанным с ЛГБТ, включая признание однополых браков, законы, запрещающие гомосексуализм, и доступ к медицинским услугам для трансгендерных людей.
- Модинос (Modinos) против Кипра (1993) - Постановление о признании недействительной статьи 171 Уголовного кодекса Кипра, в соответствии с которой были запрещены гомосексуальные действия мужчин, установлено, что имело место нарушение статьи 8 права заявителя на уважение частной жизни.
- Смит и Грэди (Smith and Grady) против Соединенного Королевства (1999 г.) 29 EHRR 493 - Расследование и последующее увольнение персонала Королевского флота по признаку сексуальной ориентации было нарушением права на частную жизнь в соответствии со статьей 8.
- Олиари (Oliari) и другие против Италии (2015 г.) - Италия нарушила статью 8, не предоставив юридического признания однополым парам.

## Нарушение конвенции путем массового наблюдения
Массовое наблюдение, например, программы, раскрытые о глобальном слежении, раскрытые Эдвардом Сноуденом, часто обвиняют в нарушении 8-й статьи Европейской конвенции о правах человека.     
В докладе Генеральной Ассамблее ООН 2014 года высшего должностного лица Организации Объединенных Наций по борьбе с терроризмом и правам человека массовое электронное наблюдение осуждается как явное нарушение основных прав на неприкосновенность частной жизни, гарантированных множеством Конвенций, и проводится различие между «целевым наблюдением» - которые «зависят от наличия предварительных подозрений в отношении конкретного лица или организации» - и «массового наблюдения», посредством которого «государства с высоким уровнем доступа в Интернет могут получить доступ к содержимому телефона и электронной почты фактически неограниченного количества пользователей и вести обзор интернет-активности, связанной с определенными веб-сайтами». Согласно решению Европейского суда оправдан только целенаправленный перехват трафика и данных о местоположении в целях борьбы с серьезными преступлениями, в том числе терроризмом. 

## Внешние ссылки
- Руководство по реализации статьи 8 Европейской конвенции о правах человека ( PDF )
- Руководство по статье 8 Европейской конвенции о правах человека ( PDF )